# میستی بلو سیمز
میستی بلو سیمز (انگلیسی: Misty Blue Simmes؛ زادهٔ ۸ فوریهٔ ۱۹۵۹) بازیگر، و کشتی‌گیر کشتی حرفه‌ای اهل ایالات متحده آمریکا است. وی بین سال‌های ۱۹۸۱ تا ۱۹۹۷ میلادی فعالیت می‌کرد.